# Теорема Минковского о выпуклом теле
Теорема Минковского о выпуклом теле — одна из теорем геометрии чисел, послужившая основой выделения геометрии чисел в раздел теории чисел. Сформулирована Германом Минковским в 1896 году.

## Формулировка
Пусть {\displaystyle S} — выпуклое тело, симметричное относительно начала координат {\displaystyle O}, {\displaystyle n}-мерного евклидова пространства, имеющее объём {\displaystyle >2^{n}}.
Тогда в {\displaystyle S} найдётся целочисленная точка, отличная от {\displaystyle O}.

## Вариации и обобщения
- Обобщением теоремы Минковского на невыпуклые множества является теорема Блихфельдта (англ.).
- В 2007 году Николай Дуров показал, что теорема Минковского может быть воспринята как вариант теоремы Римана — Роха для пополненного спектра {\displaystyle \mathbb {Z} }[2][неавторитетный источник].